# وب انترتینمنت
وب اینترتینمنت (به انگلیسی: Web Entertainment) یک شرکت ضبط موسیقی آمریکایی است که توسط مارک باس تأسیس شد. علت معروف شدن این شرکت ساختن دو آلبوم مستقل به نام‌های بی‌نهایت و اسلیم شیدی ای‌پی برای امینم است قبل از اینکه او به عضویت کمپانی افترمث متعلق به دکتر دره دربیاید.
برادران باس تهیه‌کنندگی یا همکاری خود را با امینم برای چندین سال ادامه دادند و آثار بسیاری زیادی برای امینم تولید کردند تا اینکه امینم به عضویت شرکت اینتراسکوپ رکوردز درآمد.

## هنرمندان

### کنونی
- کینگ گوردی
- سین فربز

### سابق
امینم

## اثرشناسی
| هنرمند       | آلبوم            | جزئیات                        |
| ------------ | ---------------- | ----------------------------- |
| امینم        | بی‌نهایت          | - منتشر شده در ۱۲ نوامبر ۱۹۹۶ |
| امینم        | اسلیم شیدی ای پی | - منتشر شده در ۶ دسامبر ۱۹۹۷  |
| امینم        | اسلیم شیدی ال پی | - منتشر شده در ۲۳ فوریه ۱۹۹۹  |
| کینگ گوردی   | نهاد             | - منتشر شده در ۲۴ ژوئن ۲۰۰۳   |
| گروه رمانتیک | ۶۱/۴۹            | - منتشر شده در ۹ سپتامبر ۲۰۰۳ |
| سین فریز     | ناقص کامل        | - منتشر شده در ۴ دسامبر ۲۰۱۲  |